# 周文王
周文王（前1112年—前1050年），姬姓，周氏，名昌，又称西伯昌。中國商朝末期诸侯国周国君主。後世視之為道統的傳人之一。

## 生平

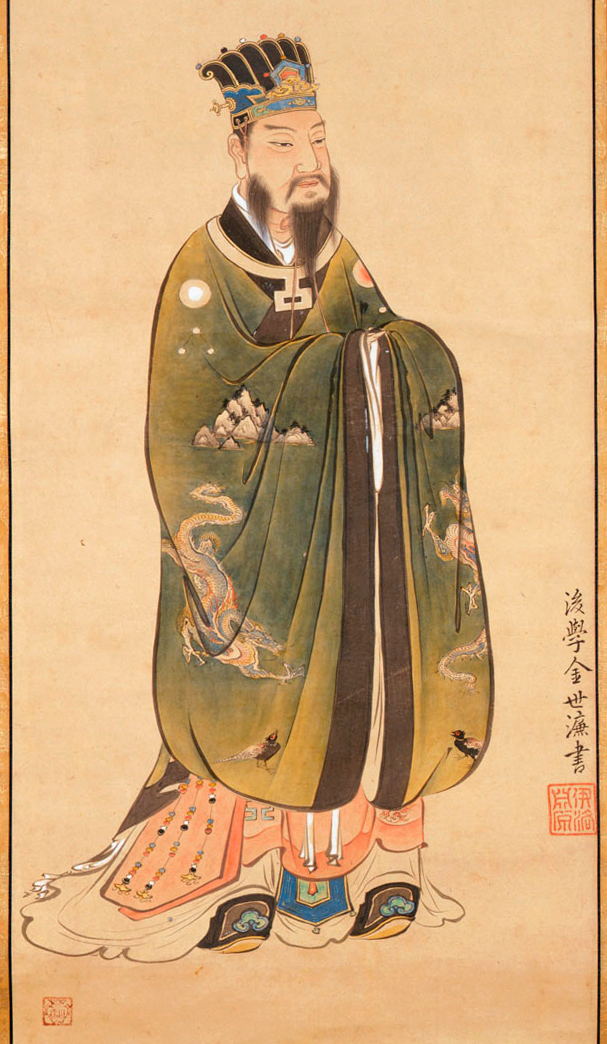
周文王，狩野山雪繪

周文王出生于公元前1112年。據《竹書紀年》，商朝末年，文王父親季历被帝文丁囚禁而死。文王繼任，为西伯，故亦称「伯昌」。在文丁之子帝乙繼位後二年，周人伐商。據《易經》及《詩經》，帝乙將其妹嫁給文王。
任用太颠、散宜生等能人，施行裕民政策，国力日盛，卻为帝辛所忌，囚之于羑里，囚禁期间，写下《周易》一书。后献「有莘氏之女」、「骊戎之文马」等寶物及疏通朝臣始得获释。他曾解决虞、芮两国的争端，出兵进攻犬戎、密须、黎、邗，又击灭崇，修建都城丰邑（今陕西省户县），并扩充势力到长江、汉水、汝水等流域，為灭商作准备，諸侯紛紛服從文王，传说其晚年已取得“三分天下有其二”的局面。
文王臨死時囑其次子發早圖滅商。「發」繼位西伯，秉承父志。受命十一年（約前1046年），「西伯發」於見時機己到，發兵行都朝歌，討伐商天子帝辛。兩軍戰於牧野，商軍大敗，帝辛自焚於鹿台，商朝亡。「發」建立周朝，是為周武王，定都鎬京（今陝西西安西南），周武王首先追封父親為周文王。
傳說現在通行之《易經》及《後天八卦》（故又名《文王八卦》）皆為文王所著（先天八卦則屬於遠古河圖洛書）。
周文王本人好飲酒，“饮酒千钟”。

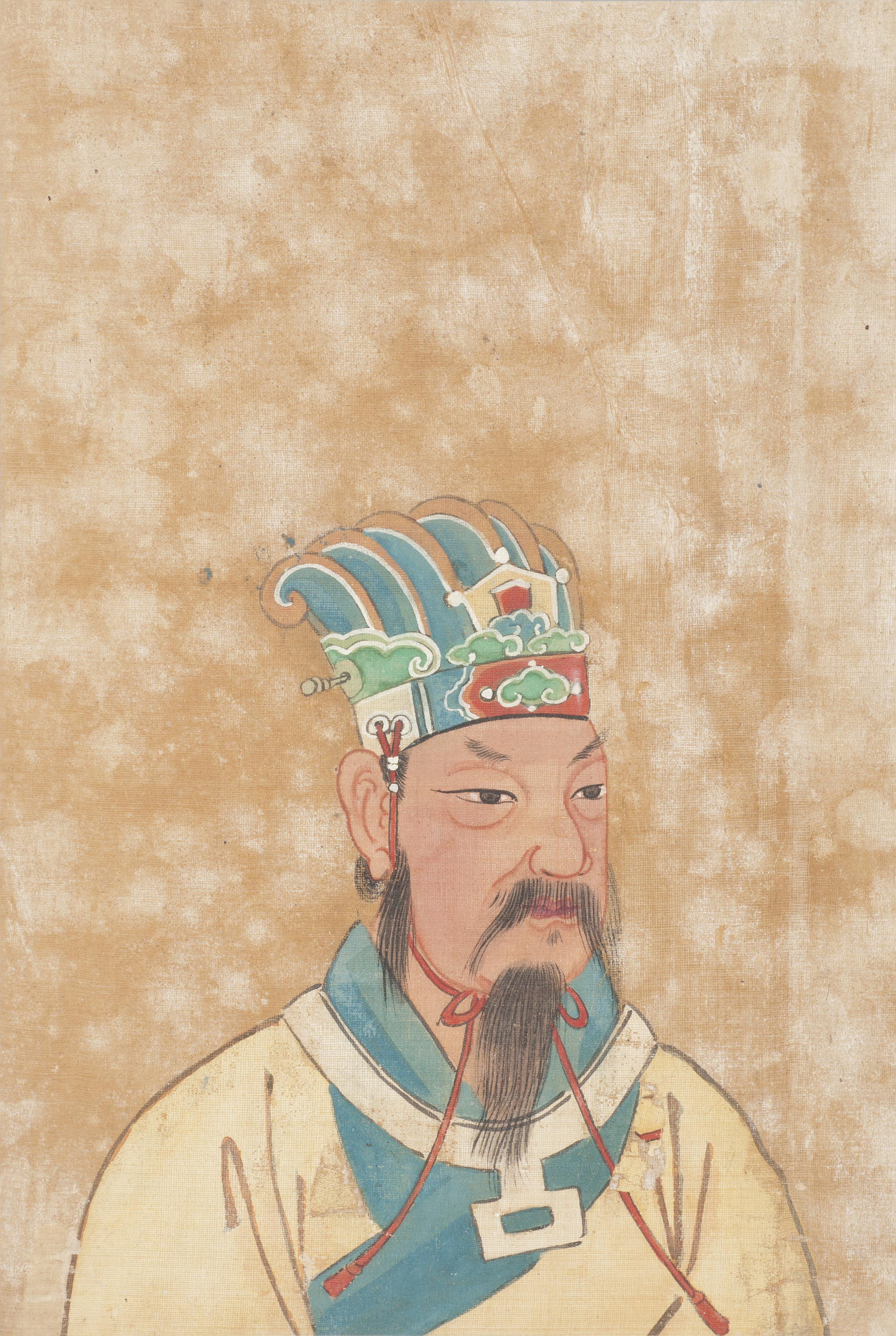
周文王像

《孟子》引述孟子稱文王「舜生于诸冯，迁于负夏，卒于鸣条，东夷之人也。文王生于岐周，卒于毕郢，西夷之人也。」
武则天改國號周時，自称武家为周文王後代，追尊周文王為始祖文皇帝。

## 家庭

### 祖父母
- 祖父周太王
- 祖母太姜

### 父母
- 父季歷
- 母太任

### 兄弟
- 二弟虢仲
- 三弟虢叔

### 妻妾
- 太姒
- 帝乙之妹

### 子女
子：
- 長子伯邑考
- 次子周武王
- 三子管叔鮮
- 四子周公旦
- 五子蔡叔度
- 六子衛康叔
- 七子郕叔武
- 八子霍叔處
- 九子毛叔鄭
- 十子冉季載
- 十一子郜叔
- 十二子雍伯
- 十三子曹叔振鐸
- 十四子错叔绣
- 十五子畢公高
- 十六子原伯
- 十七子豐侯
- 十八子郇伯

## 影視形象
- 《妲己》由黃楚山飾演。
- 《妲己》由井淼飾演。
- 《封神榜 (1981年)無綫電視劇集》由陳有后飾演周文王姬昌。
- 《封神榜 (1986年)台灣華視劇集》由林照雄飾演周文王姬昌。
- 《封神榜 (1990年)》由魏啟明飾演周文王姬昌。
- 《蓮花童子哪吒》由周景春飾演。
- 《封神榜 (2000年)台灣中視劇集》由简远信飾演周文王姬昌。
- 《封神榜 (2001年)無綫電視劇集》由羅樂林飾演周文王姬昌。
- 《封神榜之鳳鳴岐山》由田景山飾演。
- 《封神英雄2（2015）》由簡遠信飾西伯侯姬昌。
- 《封神传奇》由祖鋒飾演。
- 《封神榜 (2019年)》由高雄飾演周文王姬昌。
- 《龍族的後裔》由陸忠飾演。
- 《梦回朝歌》由郑国霖飾演。
- 《封神第一部：朝歌風雲》2023年由李雪健飾演。

### 引用
1. ↑  括地志 : "周文王墓在雍州萬年縣西南二十八里原上"史記 周本紀 （页面存档备份，存于）
2. ↑  《大戴礼记·少閒第七十六》：乃有周昌霸，诸侯佐之。纣不说诸侯之听于周昌，乃退伐崇许魏，以客事天子。
3. ↑  《今本竹書紀年 文丁十一年》：周公季歷伐翳徒之戎，獲其三大夫，來獻捷。王殺季歷。王嘉季歷之功，錫之圭瓚、秬鬯，九命為伯，既而執諸塞庫。季歷困而死，因謂文丁殺季歷。
4. ↑  《竹書紀年》：「帝乙居殷，二年，周人伐商。」
5. ↑  《易經》：「帝乙歸妹，以祉元吉。」
6. ↑  《詩經》〈大雅〉〈文王之什〉〈大明〉：「天監在下，有命既集。文王初載，天作之合。在洽之陽，在渭之涘。文王嘉止，大邦有子。大邦有子，俔天之妹。文定厥祥，親迎於渭。造舟為梁，不顯其光。有命自天，命此文王。於周於京，纘女維莘。長子維行，篤生武王。保右命爾，燮伐大商。」
7. ↑  刘恕《资治通鉴外纪》曰：“纣囚昌于羑里，昌为《易》卦辞。”苏辙《古史》曰：“文王方幽囚忧患，乃因古八卦为六十四，为之卦辞、爻辞，谓之《周易》。”
8. ↑  司馬遷史記 周本紀曰:"西伯蓋即位五十年。其囚羑里，蓋益易之八卦為六十四卦。"
9. ↑  《论衡》
10. ↑  
 — 孟子， 離婁下

中文维基文库中相关的原始文献：
11. ↑  司馬遷. . .  [-61]. 武王同母兄弟十人。母曰太姒，文王正妃也。其長子曰伯邑考，次曰武王發，次曰管叔鮮，次曰周公旦，次曰蔡叔度，次曰曹叔振鐸，次曰成叔武，次曰霍叔處，次曰康叔封，次曰厓季載。厓季載最少。
12. ↑  《左传·僖公二十四年》：管蔡郕霍，鲁卫毛聃，郜雍曹滕，毕原酆郇，文之昭也。

## 外部連結
- 李學勤：〈周文王遺言〉（页面存档备份，存于）（2009）